# 太田愛
太田 愛（おおた あい、1964年9月2日 - ）は日本の脚本家、小説家。香川県高松市出身。ミリアゴンスタジオ所属。

## 略歴
- 小劇団で10年ほど脚本を担当した後、1997年に『ウルトラマンティガ』第21話「出番だデバン!」でテレビ脚本家としてデビューした[1]。当時は塾講師をしながら合間をぬって脚本を執筆していた。
- 映像作品への参加を志望していたことから、筑摩書房で実相寺昭雄の本を担当した先輩から円谷プロダクションへの参加を勧められ、プロデューサーの笈田雅人へプロットを提出し「出番だデバン!」が採用された[1]。
- 『ウルトラマンネクサス』では同作品でシリーズ構成を担当した長谷川圭一の要望により第3クールのメインライターを担当した。
- テレビドラマ『相棒』にseason8より参加。元日スペシャルでは、season10・11・12・16・17・20の6回を担当している。
- 2012年、『犯罪者 クリミナル』を角川書店より上梓。小説家デビュー。（2017年、文庫化に際して『犯罪者』と改題）
- 2013年、相棒公式サイトによるファン投票『あなたが選ぶ「相棒セレクション」』でseason10元日SP『ピエロ』が第1位になる。
- 2014年、『幻夏』で第67回日本推理作家協会賞（長編および連作短編集部門）の候補になる。
- 2017年、相棒劇場用映画4作目となる『相棒 -劇場版IV- 首都クライシス 人質は50万人! 特命係 最後の決断』の脚本を担当。
- 2017年2月、『天上の葦』を角川書店より上梓。『犯罪者 クリミナル』『幻夏』に続く長編クライムサスペンスシリーズ三作目。現在のジャーナリズムへの危機感を戦時中の言論統制と重ね合わせて描いた本作には、森友学園問題をきっかけに注目を集めた「忖度」も物語の鍵として予見的に登場し、その「預言的な内容」（江上剛[2]）や「不気味なリアリティ」（千街晶之[3]）がwebや各紙で話題となり[4][5]、2017年「上半期の要注目作」（村田雅幸）[6]との評価もある。太田は、雑誌『ダ・ヴィンチ』掲載の著者インタビュー[7][8]で本作執筆の動機について、「今書かないと手遅れになるかもしれない」と思ったと語っている。「このミステリーがすごい!」（宝島社）18位、「週刊文春ミステリーベスト10」19位、「ダ・ヴィンチ BOOK OF THE YEAR 小説ランキング50」33位[9]。
- 2021年1月、『彼らは世界にはなればなれに立っている』(KADOKAWA)で、第4回山中賞を受賞。[10]
- 2024年1月、『未明の砦』(KADOKAWA)で、第26回大藪春彦賞を受賞。
- 2024年3月、『夏を刈る』で、第77回日本推理作家協会賞短編部門の候補。
- 2025年8月、『未明の砦』で第5回読者による文学賞スピンオフを受賞。

## 人物
- 特撮作品を愛好しており、特に実相寺昭雄監督の『怪奇大作戦』第25話「京都買います」には衝撃を受けたという[1]。
- 文学では、ガブリエル・ガルシア＝マルケス、ホルヘ・ルイス・ボルヘス、アレホ・カルペンティエルなどラテンアメリカ文学を愛好している[1]。2021年のインタビューでは、上記の３人に加えてホセ・ドノソ、フリオ・コルタサルを挙げており、特にコルタサルの短編を「切れ味がよくて何度も読んでしまう」と高く評価している[11]。
- 『小説現代』2013年2月号に掲載されたエッセイ「鬼たちのこと」では、長年の愛読書として馬場あき子著『鬼の研究』（ちくま文庫）を挙げている。太田は鬼を「時の権力にまつろわぬ者として反逆の刃を抜き、恐れられ蔑まれ破滅しつつ現実を生き抜いた」者として、「人であるがゆえに鬼とならざるをえなかった無残と哀切」に対する深い共感を述べている[12]。
- 『映画秘宝オールタイム・ベスト10』（洋泉社 2017年刊）のアンケートでは、タヴィアーニ兄弟の『サン・ロレンツォの夜』をはじめ、『フェリーニのアマルコルド』、『フィツカラルド』、『恋のエチュード』、『ザ・デッド/「ダブリン市民」より』（ジョン・ヒューストン監督）、『ロザリンとライオン』（ジャン＝ジャック・ベネックス監督）、『12モンキーズ』、『ベンジャミン・バトン　数奇な人生』、『七人の侍』、『ゴジラ』を順不同のベスト10として挙げている[13] 。
- 『映画秘宝EX 最強ミステリ映画決定戦』（洋泉社2016年刊）では、ミステリ・ベスト10として『現金に体を張れ』、『点と線』（56年、小林恒夫監督）、『天国と地獄』、『バニー・レークは行方不明』、『飢餓海峡』、『カンバーセーション…盗聴…』（74年　フランシス・フォード・コッポラ監督）、『新幹線大爆破』、『江戸川乱歩劇場 押繪と旅する男』（94年　川島透監督）、『12人の怒れる男』（07年　ニキータ・ミハルコフ監督）、『倫敦から来た男』を順不同で挙げている[14]。
- 好きなSF、ファンタジーとして、小説ではアーシュラ・K・ル＝グウィン『所有せざる人々』『闇の左手』『内海の漁師』、フィリップ・K・ディック『ユービック』、マーガレット・アトウッド『侍女の物語』、映画ではロバート・ワイズ『アンドロメダ…』(71)、フランソワ・トリュフォー『華氏４５１』(66)、アンドリュー・ニコル『ガタカ』(97)、テリー・ギリアム『バンデットＱ』(81)、ジャン・ピエール・ジュネ『ロスト・チルドレン』(95)などを挙げている。また、シルク・ドゥ・ソレイユのサーカスもファンタジーとして愛好しており、中でも『キダム』(96)を「良質な幻想」だと述べている[11]。
- 『世界』2017年6月号（岩波書店）誌上で行われた憲法学者・水島朝穂との対談「介入と忖度」で、水島は「太田さんの作品は、企業や国家と、個人の関係、すなわち巨大な組織と翻弄される個人の関係が描かれていて、とても注目して」いると語っている。また、同対談の中で太田は、「憧れ、言い換えれば、理想には人を突き動かす力がある」と発言している[15][16]。
- 『相棒 劇場版Ⅳ』プログラムに掲載されたインタビューで、水谷豊は太田の脚本について「いつも"なぜそこまで男の気持ちがわかるのか？”と驚き感心する」と語っている[17]。
- 『ウルトラマンティガ』第32話「ゼルダポイントの攻防」に登場する根津博士のイメージは『フィツカラルド』の主人公に影響を受けている[1]。

## 作風
- ウルトラシリーズでは、怪獣を中心に物語を発想し、執筆中は怪獣の気持ちを考えていた[1]。そのため怪獣の名前が決まらないと筆を進めることが出来なかったという[1]。
- 人類に敵意をもたない異星人や怪獣が数多く登場（例：ウルトラマンティガのマスコット小怪獣デバンやウルトラマンダイナの瑠璃色宇宙人ラセスタ星人等）し、その為ウルトラマンが怪獣や異星人を倒すという、いわゆる王道の図式ではないストーリーが非常に多い。そんな中で、明確な敵が存在する『ウルトラマンガイア』初期には防衛チームの人間ドラマのみで構成し他の作品では多くを語る怪獣の代わりに「触手のある隕石」（光熱魔石レザイト）を出してお茶を濁した（ガイア後半には地球怪獣と侵略者の対立が持ちこまれ、太田は地球怪獣中心に脚本を書く）。登場する怪獣に本編に出てこない正式名称が存在する場合もある（デバンダデバン、オビコボウシ、シーラキートなど）。
- 『ウルトラマンコスモス』では第13・14話「時の娘」前後編とグラルファンの登場する第57話「雪の扉」の計3本を執筆した他、過去シリーズの人気怪獣再登場が特徴の『ウルトラマンメビウス』で手がけたのは、ほとんどが新怪獣がメインで登場する話である（マケット怪獣のウィンダムや暗黒四天王の1人としてメフィラス星人が登場、また怪獣ではないが第45話「デスレムのたくらみ」では、ウルトラマンジャックがゲストとして登場する）。

- 敵意を持たない敵が多いとされるが、実際凶悪な敵もかなり登場する。傾向としてはイルドやエノメナの様に人心を操り、人の絆を壊す存在である場合が多い。そして「人の絆」がキーになっている話が多く見られ、テレビドラマ『TRICK2』『相棒』などにおいてもストーリー上の整合性やトリック・アリバイなどよりも事件の背景や犯罪者の動機など、「人間を描く」ことを重視する作風は踏襲されている。

## 小説・エッセイ

### 小説

#### 単行本
- 『犯罪者 クリミナル』（2012年9月 角川書店【上・下】 ISBN 978-4-04-110297-8 ISBN 978-4-04-110296-1）
  - 【改題】『犯罪者』（2017年1月 角川文庫【上・下】 ISBN 978-4-04-101950-4 ISBN 978-4-04-101951-1）
- 『幻夏』（2013年10月 角川書店 ISBN 978-4-04-110583-2 / 2017年8月 角川文庫 ISBN 978-4-04-105935-7）
- 『天上の葦』（2017年2月 KADOKAWA【上・下】 ISBN 978-4-04-103636-5 ISBN 978-4-04-103637-2 / 2019年11月 角川文庫【上・下】 ISBN 978-4-04-108414-4 ISBN 978-4-04-108415-1）
- 『彼らは世界にはなればなれに立っている』（2020年10月 KADOKAWA ISBN 978-4-04-109565-2 / 2023年8月 角川文庫 ISBN 978-4-04-113862-5）） 第４回山中賞受賞
- 『未明の砦』（2023年7月 KADOKAWA ISBN 978-4-04-113980-6）第26回大藪春彦賞受賞

#### 単行本未収録作品
- 「サイレン」（集英社『小説すばる』2015年7月号）
- 「鯉」（『Jミステリー2022 FALL』2022年10月 光文社文庫 ISBN 978-4-334-79439-2）
- 「夏を刈る」（『Jミステリー2023 FALL』2023年10月 光文社文庫）
- 「十月の子供たち」（徳間書店『読楽』2024年5月号）

### エッセイ
- 「異界、そして異形の者をめぐる記憶」（青土社『ユリイカ』1999年5月号 特集＝モンスターズ！ ISBN 978-4-7917-0045-5）
- 「ある少年のこと」（青土社『ユリイカ』1999年8月号  ISBN 978-4-7917-0048-6）
- 「bookmark 鬼たちのこと」（講談社『小説現代』2013年2月号）
- 「Oh! マイアイドル 『猿ケ島』の彼」（集英社『小説すばる』2017年8月号）
- 「一九六八年四月六日」（朝日新聞出版『小説トリッパー』2020年秋号）

## 脚本

### テレビドラマ
- 美少女H「color girl」「夏の百合」
- 美少女H2「Please Mr.Tomorrow」
- 金曜エンタテイメント ほんとにあった怖い話2「遠い夏」
- 私を旅館に連れてって
- ココだけの話
- TRICK2 episode3（第6話、第7話）「サイ・トレイラー」[18][19]
- 相棒シリーズ（2009年-、テレビ朝日）
  - season8（2009 - 2010年） #2「さよならバードランド」、#3「ミス・グリーンの秘密」、#11「願い」、#14「堕ちた偶像」
  - season9（2010 - 2011年） #3「最後のアトリエ」、#5「運命の女性」、#13「通報者」
  - season10（2011 - 2012年） #3「晩夏」、#10「ピエロ」（元日スペシャル）
  - season11（2012 - 2013年） #3「ゴールデン・ボーイ」、#11「アリス」（元日スペシャル）
  - season12（2014年）#10「ボマー」（元日スペシャル）
  - season13（2014 - 2015年）#8「幸運の行方」、#14「アザミ」[20]
  - season15 (2017年) #13「声なき者～籠城」、#14「声なき者～突入」[21]
  - season16 (2017 - 2018年) #3「銀婚式」[22]、#10「サクラ」（元日スペシャル）[23]、#15「事故物件」
  - season17（2019年）#10「ディーバ」（元日スペシャル）、#18「漂流少年〜月本幸子の覚悟」、#19「漂流少年〜月本幸子の決断」
  - season18（2020年）#19「突破口」
  - season20（2022年）#11「二人」（元日スペシャル）
- 警視庁捜査一課9係 Season 7　#7「穏やかな死体」

### 映画
- 犬とあなたの物語 いぬのえいが（2011年）
- 相棒 -劇場版IV- 首都クライシス 人質は50万人! 特命係 最後の決断（2017年）[24]

### 特撮
- ウルトラマンティガ（1996年 - 1997年）全52話中4本執筆※テレビ脚本家デビュー[1]
- ウルトラマンダイナ（1997年 - 1998年）全51話中5本執筆
- ウルトラマンガイア（1998年 - 1999年）全51話中5本執筆
- ウルトラセブン1999最終章6部作『約束の果て』（1999年）
- ブースカ! ブースカ!!（1999年 - 2000年）
- ウルトラマンコスモス（2001年 - 2002年）全65話中3本執筆
- ウルトラQ dark fantasy（2004年）全26話中4本執筆
- ウルトラマンネクサス（2005年）全38話中7本執筆
- ウルトラマンマックス（2005年 - 2006年）全39話中3本執筆
- ウルトラマンメビウス（2006年 - 2007年）全50話中5本執筆
- ULTRASEVEN X（2007年）全12話中3本執筆

### アニメ
- ∀ガンダム
- 犬夜叉
- アストロボーイ・鉄腕アトム[25]
- BLASSREITER
- VIPER'S CREED
- デュラララ!!

### 劇場アニメ
- ウルトラマンM78劇場 Love & Peace
- 劇場版∀ガンダムI 地球光